# Barre Adan Shire Hiiraale
Barre Adan Shire (em somali: Barre Aadan Shire, em árabe: باري ادن شاير; também conhecido como Barre Hiiraale, Barre "Hirale" Aden Shire ou Abdikadir Adan Shire) é um político somali, ex-presidente do estado de Jubalândia, na Somália. Foi Ministro da Defesa do Governo Federal de Transição da Somália e , anteriormente, foi Ministro para a Reconstrução Nacional e o Reassentamento. Hiiraale também era o presidente da agora extinta Aliança do Vale de Juba, que controlava o sul e o sudoeste da Somália, incluindo a terceira maior cidade do país, a estratégica cidade portuária de Kismayo.

## Aliança do Vale de Juba
Foi presidente da Aliança do Vale de Juba, que declarou autonomia do restante da Somália em 1998 e controlou Kismayo e o Vale de Juba até a derrota de suas forças pela União dos Tribunais Islâmicos em 2006.
Em 6 de agosto de 2001, após dez dias de intensos combates em uma batalha envolvendo 40 technicals e 1.000 milicianos, a Aliança do Vale de Juba tomou a cidade de Jilib do Conselho de Reconciliação e Restauração da Somália.
Com a esperança de pôr fim à violência, o Coronel Hirale participou da Conferência de Reconciliação Somali, realizada em Eldoret, Quênia, em 2002.

## Governo Federal de Transição e intervenção etíope
O Coronel Hirale atuou como Ministro da Defesa no Governo Federal de Transição da Somália. Em novembro de 2005, foi fundamental na elaboração de uma proposta de compromisso para ajudar a estabelecer o governo.
Ele sofreu a perda de Kismayo em setembro de 2006 e uma nova derrota durante a tomada do Vale de Juba pela União dos Tribunais Islâmicas em outubro de 2006. Em 14 de outubro, sua esposa foi presa em Kismayo, juntamente com várias outras mulheres.
Ele reagrupou suas forças na região de Gedo e liderou com sucesso as forças de contra-ataque do governo, que, ao lado das tropas etíopes, venceram batalhas sucessivas em dezembro de 2006, forçando a União das Tribunais Islâmicas a recuar para Mogadíscio, até que, em 29 de dezembro, o governo somali e as forças etíopes tomaram a capital.
Em 29 de dezembro de 2006, forças do Governo Federal de Transição sob o comando do Ministro da Defesa (e ex-líder da Aliança do Vale de Juba), Barre Adan Shire Hiiraale, entraram em Bu'aale, aproximadamente 150 km ao norte de Kismayo. Jatos etíopes continuaram a patrulhar Jilib, e uma coluna de quinze tanques foi relatada dirigindo-se a Bu'aale e Jilib. A milícia islamista teria minado a estrada para Jilib.
Em 31 de dezembro de 2006, a Batalha de Jilib determinou o controle das proximidades de Kismayo. O resultado da batalha foi a retomada de Kismayo em 1 de janeiro de 2007, que foi abandonada pelas forças da União dos Tribunais Islâmicos.
Em 2 de janeiro de 2007, em Kismayo, o Coronel Hiiraale ofereceu anistia aos ex-membros das forças islamistas. Ele também falou sobre a força do novo governo: "Vocês já ouviram muitas vezes que o governo de transição é fraco... Mas eu lhes confirmo que o exército nacional controla todas as regiões do país — leste, centro e sul."